# Astropecten brasiliensis
Astropecten brasiliensis är en sjöstjärneart som beskrevs av Müller och Franz Hermann Troschel 1842. Astropecten brasiliensis ingår i släktet Astropecten och familjen kamsjöstjärnor.

## Underarter
Arten delas in i följande underarter:
- A. b. peruvianus
- A. b. riensis
- A. b. brasiliensis